# Амфотерность
Амфоте́рность (от др.-греч. ἀμφότεροι «двоякий, двойственный; обоюдный») — способность некоторых химических веществ и соединений проявлять в зависимости от условий как кислотные, так и осно́вные свойства.
Понятие амфоте́рность как характеристика двойственного поведения вещества было введено в 1814 г. Ж. Гей-Люссаком и Л. Тенаром. А. Ганч в рамках общей химической теории кислотно-основных взаимодействий (1917-1927 гг.) определил амфоте́рность как «способность некоторых соединений проявлять как кислотные, так и основные свойства в зависимости от условий и природы реагентов, участвующих в кислотно-основном взаимодействии, особенно в зависимости от свойств растворителя».
Амфотерны  гидроксиды таких элементов главных подгрупп, как бериллий, алюминий, галлий, мышьяк, сурьма, селен и др., таких элементов побочных подгрупп как хром, цинк, молибден, вольфрам и многих других. Обычно в химическом поведении гидроксидов преобладает или кислотный, или основный характер.

## Амфотерность как химическое свойство

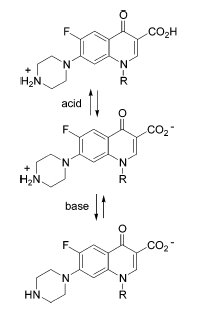
Амфотерное поведение фторхинолонов

Амфотерность как химическое свойство вещества может проявляться по-разному:
1. В рамках теории электролитической диссоциации это способность вещества к электролитической диссоциации как по механизму кислот (с отщеплением ионов гидроксония,  H+ ), так и по механизму оснований (отщепление гидроксид-ионов,  OH– ). Электролиты, которые в растворе ионизируются одновременно по кислотному и основному типам называются амфолитами. Если обозначить амфотерный электролит формулой XOH,  то его диссоциацию можно описать схемой:
{\displaystyle {\mathsf {H^{+}+XO^{-}\rightleftarrows XOH\rightleftarrows X^{+}+OH^{-}}}}
Например, кислотно-основные свойства азотистой кислоты определяются равновесными процессами диссоциации с образованием нитрит-аниона и нитрозильного катиона:
{\displaystyle {\mathsf {HNO_{2}\rightleftarrows H^{+}+NO_{2}^{-}\ \ K_{a}\approx 10^{-5}}}}
{\displaystyle {\mathsf {HNO_{2}\rightleftarrows NO^{+}+OH^{-}\ \ K_{b}\approx 10^{-7}}}}
Идеальным амфолитом будет вода:
{\displaystyle {\mathsf {H_{2}O\rightleftarrows H^{+}+OH^{-}}}}
Также к числу идеальных амфолитов относят гидроксид галлия Ga(OH)3, вторые и третьи константы диссоциации которого по кислотному и основному типам практически одинаковы.
2. В рамках протолитической теории Брёнстеда-Лоури проявление амфотерности рассматривается как способность протолита выступать донором и акцептором протона. Например, для воды амфотерность проявляется как автопротолиз:
{\displaystyle {\mathsf {2H_{2}O\rightarrow H_{3}O^{+}+OH^{-}}}}
Амфолитами также будут вещества, имеющие в своём составе функциональные группы, способные быть донорами и акцепторами протонов.  Например, к амфотерным органическим электролитам относятся белки, пептиды и аминокислоты. Так аминокислоты имеют в своём составе, по крайней мере, карбоксильную группу –COOH  и аминогруппу –NH2. В растворе эти группы подвергаются частичной ионизации:
{\displaystyle {\mathsf {H_{2}N{\text{-}}CH(R){\text{-}}COOH+H_{2}O\rightleftarrows H_{2}N{\text{-}}CH(R){\text{-}}COO^{-}+H_{3}O^{+}}}}
{\displaystyle {\mathsf {H_{2}N{\text{-}}CH(R){\text{-}}COOH+H_{2}O\rightleftarrows [H_{3}N{\text{-}}CH(R){\text{-}}COOH]^{+}+OH^{-}}}}
Таким образом, молекула аминокислоты находится в двух равновесных формах, заряженной (цвиттер-ион) и незаряженной. В этих комбинациях  R–COOH  и  R–NH3+ являются потенциальными кислотами (донорами протонов, катионов), а  R–COO–  и  R–NH2  – сопряженными потенциальными основаниями (акцепторами протонов, катионов).
3. Амфотерность может проявляться как способность вещества к взаимодействию как с кислотами, так и с основаниями. Это характерно для оксидов, гидроксидов и комплексных соединений некоторых p-элементов и большинства d-элементов в промежуточных степенях окисления. Амфотерность в той или иной степени является общим свойством гидроксидов. Например, для соединений хрома (III) известны реакции:
{\displaystyle {\mathsf {Cr(OH)_{3}+3HCl\rightarrow CrCl_{3}+3H_{2}O}}}
{\displaystyle {\mathsf {Cr(OH)_{3}+3NaOH\rightarrow Na_{3}[Cr(OH)_{6}]}}}
{\displaystyle {\mathsf {Cr_{2}O_{3}+6HCl\rightarrow 2CrCl_{3}+3H_{2}O}}}
{\displaystyle {\mathsf {Cr_{2}O_{3}+2NaOH{\xrightarrow[{}]{^{o}t}}2NaCrO_{2}+H_{2}O}}}
Не соответствуют действительности традиционные представления о проявлении амфотерности гидроксидов как диссоциации по кислотному и основному типам. В общем виде амфотерное поведение нерастворимых гидроксидов хрома (III), алюминия, цинка может быть описано как реакции ионного обмена ионов среды с лигандами H2O и OH–. Например, для Al(OH)3 ионные равновесия могут быть записаны следующим образом:
{\displaystyle {\mathsf {[Al(OH)_{3}(H_{2}O)_{3}]+3H_{3}O^{+}\rightleftarrows [Al(H_{2}O)_{6}]^{3+}+3H_{2}O}}}
{\displaystyle {\mathsf {[Al(OH)_{3}(H_{2}O)_{3}]+3OH^{-}\rightleftarrows [Al(OH)_{6}]^{3-}+3H_{2}O}}}
4. В ряде случаев важным косвенным признаком амфотерности является способность элемента образовывать два ряда солей, катионного и анионного типа. Например, для цинка: ZnCl2, [Zn(H2O)4]SO4 (катионные) и  Na2ZnO2, Na2(Zn(OH)4) (анионные).